# Melandites
Els melandites (en llatí Melanditae, en grec antic Μελανδῖται) eren un poble de Tràcia que només el menciona Xenofont (Anàbasi, 7.2.32).